# Platymantis macrops
Platymantis macrops és una espècie de granota que viu a Papua Nova Guinea.